# Mannheimer FV 1898
Der Mannheimer Fußball-Verein 1898, auch bekannt als Mannheimer FV 1898, war ein deutscher Fußballverein aus Mannheim, der nur knapp zwei Jahre bestand und zu den 86 Gründungsvereinen des Deutschen Fußball-Bunds zählte.

## Geschichte
Am 1. August 1898 wurde der Mannheimer FV 1898 als fünfter Fußballverein in Mannheim gegründet. Zuvor hatten sich in Mannheim schon die Mannheimer Fußballgesellschaft 1896, der Mannheimer FC Viktoria 1897, die Mannheimer FG Union 1897 und die Mannheimer FG Germania 1897 geformt. Der Gründung des Mannheimer FV 1898 ging der Austritt einiger Spieler aus der Mannheimer FG 1896 unter der Führung von „Seppl“ Frey voraus, welche sich nun bei dem neugeschaffenen Klub engagierten. „Seppl“ Frey wurde auch gleich zum ersten „Captain“ bestimmt. E. Bierreth (1. Vorsitzender) und Hans Fricks übernahmen die Vereinsführung. Die Vereinsfarben waren, angelehnt an die Mannheimer Stadtfarben, blau-weiß-rot, die Spielkleidung jedoch nur weiß. Sein erstes Spiel gewann der Mannheimer FV 1898, dessen Vereinslokal der „Alte Fritz“ in U 6,8 war, mit 3:0 gegen die MFG Union 1897. Das Spiel musste allerdings nach zwei Dritteln der Spielzeit abgebrochen werden, da die Spieler der MFG Union den dritten Treffer des MFV 1898 für nicht regulär hielten und ihn somit nicht akzeptieren wollten.

Als sich 1899 zunehmend Missstände im Mannheimer Wettspielbetrieb breit machten und der Wunsch nach einer besseren Organisation wuchs, trafen sich die fünf Mannheimer Fußballvereine auf Anregung von Walther Bensemann am 11. Juni 1899 im Lokal „Liedertafel“ und riefen dort den Mannheimer Fußball-Bund ins Leben. Dessen Aufgabe bestand darin, die Pflege freundschaftlicher Beziehungen der Vereine untereinander, das Anheben des Spielniveaus durch Wettspiele innerhalb des Bundes sowie das Einstehen gegenüber Disziplinlosigkeiten auf den Spielfeldern zu erleichtern. Zwei Mitglieder des MFV 1898 übernahmen dabei wichtige Posten innerhalb des Bundes: Heinrich Derschum bekleidete das Amt des Schriftführers, während „Seppl“ Frey erster „Bundes-Captain“ wurde. Vorsitzender des Bundes war Carl Specht, der nach einer Englandreise, auf der er das Spiel kennenlernte, maßgeblich daran beteiligt war, dass der Fußballsport ab 1892 in Mannheim Einzug hielt.

Die erste Wettspielrunde des Mannheimer Fußball-Bundes begann am 30. Oktober 1899. Alle fünf Mitgliedsvereine traten jeweils einmal gegeneinander an und der Sieger der Runde war zur Teilnahme an der Süddeutschen Fußballmeisterschaft berechtigt. Der Mannheimer FV 1898 belegte am Ende der Runde den zweiten Tabellenplatz hinter dem Meister Mannheimer FG 1896. Drei der vier Meisterschaftsspiele konnte der MFV 1898 für sich entscheiden, nur dem späteren Meister MFG 1896 unterlag man deutlich mit 0:9. Am 10. Dezember 1899 kam es zu einem Wettspiel zwischen dem MFG 1896 und einer Auswahl der vier übrigen Vereine des Mannheimer Fußball-Bundes. In dieser Auswahl standen mit Josef „Seppl“ Frey, Heinrich Best, Otto Idstein und Heinrich Derschum vier Spieler des MFV 1898. Das erste Mannheimer Auswahlspiel konnte MFG 1896 mit 4:0 für sich entscheiden.
Als am 28. Januar 1900 die Gründungsversammlung des Deutschen Fußball-Bunds unter dem Namen „I. Allgemeiner Deutscher Fußballtag“ im Leipziger Restaurant „Zum Mariengarten“ stattfand, befand sich auch der MFV 1898 unter den 86 dort vertretenen Vereinen. Walther Bensemann war stellvertretend für die Mannheimer Fußballvereine anwesend, als mit 64:22 Stimmen die Gründung des Deutschen Fußball-Bunds beschlossen wurde.
Ein weiteres wichtiges Thema um die Jahrhundertwende war neben der Knappheit an Fußballfeldern und den Meinungsverschiedenheiten um Regelauslegungen auch der Stellenwert des Amateurstatus. Der Mannheimer Fußball-Verein 1898 stellte im Jahr 1900 beim Mannheimer Fußball-Bund den Antrag, nur Amateure nach der vom Deutschen Ruderverband aus England importierten Regelung im Vereinsfußball zuzulassen. Diese Regelung besagte:

„Amateur ist jeder, der das Rudern nur aus Liebhaberei mit eigenen Mitteln betreibt oder betrieben hat und dafür keinerlei Vermögensvorteile in Aussicht hat oder hatte, weder als Arbeiter einen Lebensunterhalt lediglich durch seine Hände Arbeit verdient noch in einem anderen Sportzweig als Nicht-Amateur gilt […]“

Wäre man seitens des Bundes dieser Regelung gefolgt, wären Handwerker und andere körperlich arbeitende Fußballer vom Spielbetrieb ausgeschlossen worden. Diese Unterscheidung nach gesellschaftlichen Klassen traf man auf offizieller Seite allerdings nicht. Der Antrag des MFV 1898 wurde abgelehnt. Im selben Jahr übernahm zwar auf nationaler Ebene der DFB den Paragraphen des Ruderverbandes, allerdings in einer klassenneutralen Form. Nachdem der Antrag abgelehnt worden war, zog man beim MFV 1898 daraus Konsequenzen und löste am 2. Mai 1900 den Verein nach noch nicht einmal zwei Jahren des Bestehens auf. Im „General-Anzeiger der Stadt Mannheim und Umgebung“ vom 9. Mai 1900 konnte man dazu Folgendes lesen:

„Nachdem alle Versuche, auch in den übrigen Vereinen des hiesigen Fußball-Bundes den Amateur-Paragraphen einzuführen, gescheitert sind, beschloß die Generalversammlung vom 2. Mai dieses Jahres die Liquidation des Vereins. Die vorhandenen Barmittel sowohl als auch die Geräthschaften sollen zu wohltätigen Zwecken verwendet werden.“

Zwei der führenden Köpfe des MFV 1898 spielten auch nach der Vereinsauflösung des Vereins noch eine prominentere Rolle im Mannheimer Fußball. „Seppl“ Frey war im Anschluss wieder Mitglied der MFG 1896 und 1910 sogar für Süddeutschland im Viertel- und Halbfinale des Kronprinzenpokals aktiv. Dort hatte er unter anderem mit Gottfried Fuchs, Fritz Förderer, Arthur Hiller, Eugen Kipp und Max Breunig namhafte Mitspieler. Im Finale kam Frey nicht zum Einsatz. Heinrich Derschum war im Juli 1900 1. Vorsitzender der Mannheimer FG Sport 1899, als beschlossen wurde, am 5. August 1900 ein großes Sportfest auf der Radrennbahn im Luisenpark abzuhalten. Ab 1912 war Derschum Mitglied im Verwaltungsrat der ersten gewählten Verwaltung des VfR Mannheim.